# 倉田マユミ
倉田 マユミ（くらた マユミ、1932年1月11日 - ）は、日本の女優。京都府京都市出身。父親は映画監督の倉田文人。

## 来歴
1950年文学座研究所を卒業と同時に文学座に入団。1951年映画『わかれ雲』に初出演し、父・倉田文人が監督した『ノンちゃん雲に乗る』（1955年）などに出演。1958年文学座を退団し、大映に入社。『検事 霧島三郎』（1964年）などで脇役として活躍。1964年大映退社。俳優の大泉滉と結婚したが離婚。米国の外交官と再婚し渡米した。

## 出演作品
映画
- わかれ雲（1951年、新東宝、五所平之助監督）- とし枝
- やっさもっさ（1953年、松竹、渋谷実監督）- バズーカお時
- 愛染かつら（1954年、大映、木村恵吾監督）- 峯沢
- 姉妹（1955年、中央映画、家城巳代治監督）- 三造の妻
- ノンちゃん雲に乗る（1955年、新東宝、倉田文人監督）- 川本先生
- 十代の反抗（1955年、大映、田中重雄監督）- 芝山トキ子
- 新婚日記恥しい夢（1956年、大映、田中重雄監督）- 矢部綾子
- 屋根裏の女たち（1956年、大映、木村恵吾監督）- はるみ
- ねんねこ社員（1956年、大映、斎藤和彦監督）- 原文枝
- 真昼の対決（1957年、大映、田中重雄監督）- お歌
- 東京の鐘（1958年、大映、田中重雄監督）- 原マリ子
- 大阪の女（1958年、大映、衣笠貞之助監督）- お糸
- 赤線の灯は消えず（1958年、大映、田中重雄監督）- 島子
- 共犯者（1958年、大映、田中重雄監督）- 女中キク
- 悪女の季節（1958年、松竹、渋谷実監督）- みどり
- 男十九の渡り鳥（1958年、大映、田中重雄監督）- 品川社長
- あなたと私の合言葉さよなら、今日は（1959年、大映、市川崑監督）- 事務員
- 情炎（1959年、大映、衣笠貞之助監督）- お勝
- 女と海賊（1959年、大映、伊藤大輔監督）- お百
- 夜の闘魚（1959年、大映、田中重雄監督）- 三枝
- 山田長政 王者の剣（1959年、大映、加戸敏監督）- おそで
- 氾濫（1959年、大映、増村保造監督）- 久我保子
- 鍵（1959年、大映、市川崑監督）- 小池
- 川向うの白い道（1959年、大映、田中重雄監督）- 入江キン子
- 歌麿をめぐる五人の女（1959年、大映、木村恵吾監督）- 瀬川
- 貴族の階段（1959年、大映、吉村公三郎監督）- しの
- 人間の条件 第3・4部（1959年、松竹、小林正樹監督）- 小原の妻
- 明日から大人だ（1960年、大映、原田治夫監督）- 本田副院長
- からっ風野郎（1960年、大映、増村保造監督）- 村田
- ぼんち（1960年、大映、市川崑監督）- お時
- 襲われた手術室（1960年、大映、阿部毅監督）- 楠幸子
- 歌行燈（1960年、大映、衣笠貞之助監督）- おます
- 不知火検校（1960年、大映、森一生監督）- おしん
- 時の氏神 新夫婦読本（1960年、大映、枝川弘監督）- 美容院のマダム
- 犯行現場（1960年、大映、阿部毅監督）- 絹子
- お伝地獄（1960年、大映、木村恵吾監督）- お銀
- 黒い樹海（1960年、大映、原田治夫監督）- 宇野より子
- 婚期（1961年、大映、吉村公三郎監督）- 玉枝
- 恋にいのちを（1961年、大映、増村保造監督）- 竹林志津子
- みだれ髪（1961年、大映、衣笠貞之助監督）- おゆき
- 誰よりも誰よりも君を愛す（1961年、大映、田中重雄監督）- 南条フジ子
- 悲しき６０才（1961年、大映、寺島久監督）- 森山ふみ
- 女のつり橋（1961年、大映、木村恵吾監督）- 芳美
- 黒い十人の女（1961年、大映、市川崑監督）- 十人の女のひとり : 十糸子
- 女は二度生まれる（1961年、大映、川島雄三監督）- 吟子
- 雑婚時代（1961年、大映、田中重雄監督）- 婆やキヨ
- 悪名（1961年、大映、田中徳三監督）- お辰
- 新源氏物語（1961年、大映、森一生監督）- 王
- 若い奴らの階段（1961年、大映、田中重雄監督）- はな子
- 家庭の事情（1962年、大映、吉村公三郎監督）-　花枝
- ある関係（1962年、大映、木村恵吾監督）- お兼
- 誘拐（1962年、大映、田中徳三監督）- 山本稲
- 爛（1962年、大映、増村保造監督）- 道代
- 江梨子（1962年、大映、木村恵吾監督）- 坂口夫人
- 熱砂の月（1962年、大映、田中重雄監督）- ララ
- 男と女の世の中（1962年、大映、島耕二監督）- 咲子
- 瘋癲老人日記（1962年、大映、木村恵吾監督）- 佐々木
- 私は二歳（1962年、大映、市川崑監督）- 隣の奥さん
- 温泉芸者（1963年、大映、富本壮吉監督）- 君勇
- 夜の配当（1963年、大映、田中重雄監督）- 藤原ミチコ
- 温泉女医（1964年、大映、木村恵吾郎監督）- 芸者
- 芸者学校（1964年、大映、木村恵吾郎監督）- 君奴
- 無茶な奴（1964年、大映、島耕二監督）- 秋子
- 海底犯罪No.1（1964年、大映、田中重雄監督）- はる
- 制服の狼（1964年、大映、弓削太郎監督）- 笹沢はつ
- 検事霧島三郎（1964年、大映、田中重雄監督）- 山口時子
- 女めくら物語（1965年、大映、島耕二監督）- りき
- 座頭市二段斬り（1965年、大映、井上昭監督）- お鹿

テレビドラマ
- 華々しき一族（1958年、NTV）
- 息子の青春（1959年、NTV）
- 東京０時刻（第５６回）灰色の壁（1959年、KR)
- 東京タワーは知っている（第一回）美しき空輸（1960年、CX)
- むしけら（1960年、CX)
- 廃液（1960年、NHK)
- 育てる（1960年、CX)
- 鎖国（1963年、NHK)
- 夫婦百景（第２６０回）置き手紙（1963年、NTV)
- ドブネズミ色の街（1963年、NHK）